# William Plunket (4e baron Plunket)
Pour les articles homonymes, voir Plunket.
William Conyngham Plunket, 4e baron Plunket (26 août 1828 - 1er avril 1897) est doyen de la cathédrale Christ Church et archevêque de Dublin dans l'église d'Irlande.

## Biographie
Né à Dublin, il est le fils aîné de John Plunket, 3e baron Plunket et de Charlotte Bushe. Il fait ses études au Cheltenham College et au Trinity College de Dublin avant d'être nommé aumônier et secrétaire particulier de son oncle, l'évêque de Tuam, en 1857, poste qu'il occupe pendant sept ans. L'année suivante, il est devenu recteur de Kilmoyan et Cummer dans le comté de Galway. En 1864, il revient à Dublin en tant que trésorier de la cathédrale St Patrick, dont il est nommé Precentor en 1869. 
En 1876, Lord Plunket (qui a succédé à son père en 1871) est consacré évêque de Meath et, en 1884, il est finalement nommé archevêque de Dublin, fonction qu'il occupe jusqu'à sa mort. En 1871, il hérite d'Old Connaught et décide d'emménager dans la maison et la propriété environnante car il y a passé beaucoup de temps avec son grand-père. Il est doyen de la cathédrale Christ Church de 1884 à 1887 (date à laquelle il est remplacé par le neveu de son beau-frère William Greene). Plunket reçoit un diplôme honorifique de l'Université de Cambridge en 1888. Il est également commissaire à l'éducation à partir de 1895 et sénateur de la Royal University of Ireland. 
Il joue un rôle déterminant dans le développement des écoles de Kildare Place (le collège de formation des enseignants de l' Église d'Irlande )  et il défend et soutient la foi réformée en Espagne, au Portugal et en Italie. 

## Famille

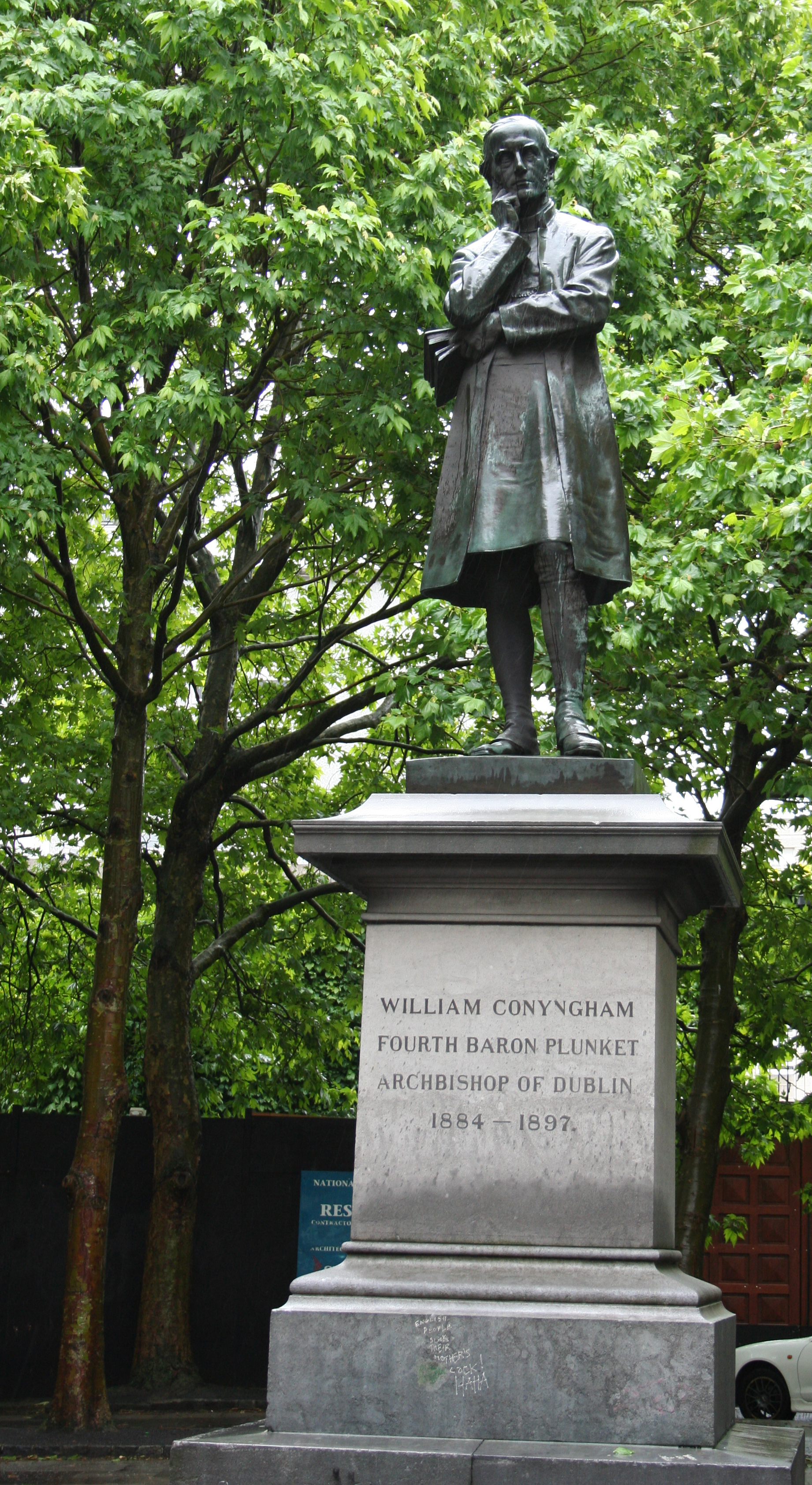
Monument à William Conyngham Fourth Baron Plunket à Kildare Street, Dublin près de Leinster House

En 1863, il épouse Anne Lee Guinness, fille de Benjamin Guinness. Leur fils William fait carrière dans l'administration gouvernementale. Un autre fils, Benjamin, est évêque de Meath et le père d'Olive, la comtesse Fitzwilliam. Sa sœur épouse John Darley, évêque de Kilmore, Elphin et Ardagh . Sa femme meurt en 1889, et Lord Plunket est décédé à l'âge de 68 ans à Dublin, et il a été enterré au cimetière Mount Jerome. Sa statue près de Leinster House dans Kildare Street, Dublin est un point de repère. 